# Diga del Tudaio
La diga del Comelico, o del Tudaio, è stata costruita nella stretta del fiume Piave, a monte del paese di Cima Gogna, nei primi anni trenta, dalla Società Forze Idrauliche Alto Cadore di Alessandro Marco Barnabò.  Acquistata nel 1933 dalla Società Adriatica di Elettricità, la diga dell'Impianto Alto Piave e Ansiei dà origine al lago del Comelico.

## Descrizione
La presenza della strada statale (nel 1986 con l'apertura in variante della Galleria Comelico il tratto contiguo alla diga è stato dismesso) ha contribuito fortemente al trasporto dei materiali e alla velocità di costruzione della diga. La località si prestava per la costruzione di una diga a volta unica, come suggerita da specialisti in materia, tra cui il senatore professor Gaudenzio Fantoli che precisò pure opportuni accorgimenti per l'esecuzione dell'opera.
Costruita con cemento Portland ad alta resistenza, con dosatura di 350 kg di cemento per metro cubo di impasto nelle fondazioni, e 325 nel rimanente nel corso della costruzione, si ebbe la sorpresa di rilevare che nella zona centrale, la roccia in posto si trovava in profondità variabili da 20 a 27 metri sotto l'alveo. La larghezza di tale zona profonda, si rivelò tuttavia assai limitata, e preceduti da opportuni accorgimenti, i lavori vennero eseguiti rapidamente. Furono iniettati 13 136 quintali di cemento nel suolo di fondazione, ed a diga ultimata si sono riscontrate perdite minime di circa 1 l/s.

## Caratteristiche tecniche
- Tipologia diga: a volta a doppia curvatura
- Altezza dal punto più represso delle fondazioni: 66,50 m
- Sviluppo del coronamento: 113 m
- Volume della diga: 31.500 m³
- Livello di massimo invaso: 830 m
- Livello di massima piena: 831,5 m
- Capacita d'invaso complessiva: 2,1 milioni di m³
- Capacita d'invaso utile: 1,8 milioni di m³
- Superficie del bacino imbrifero: 372 km²
- Corso d'acqua: Piave

### Scarichi

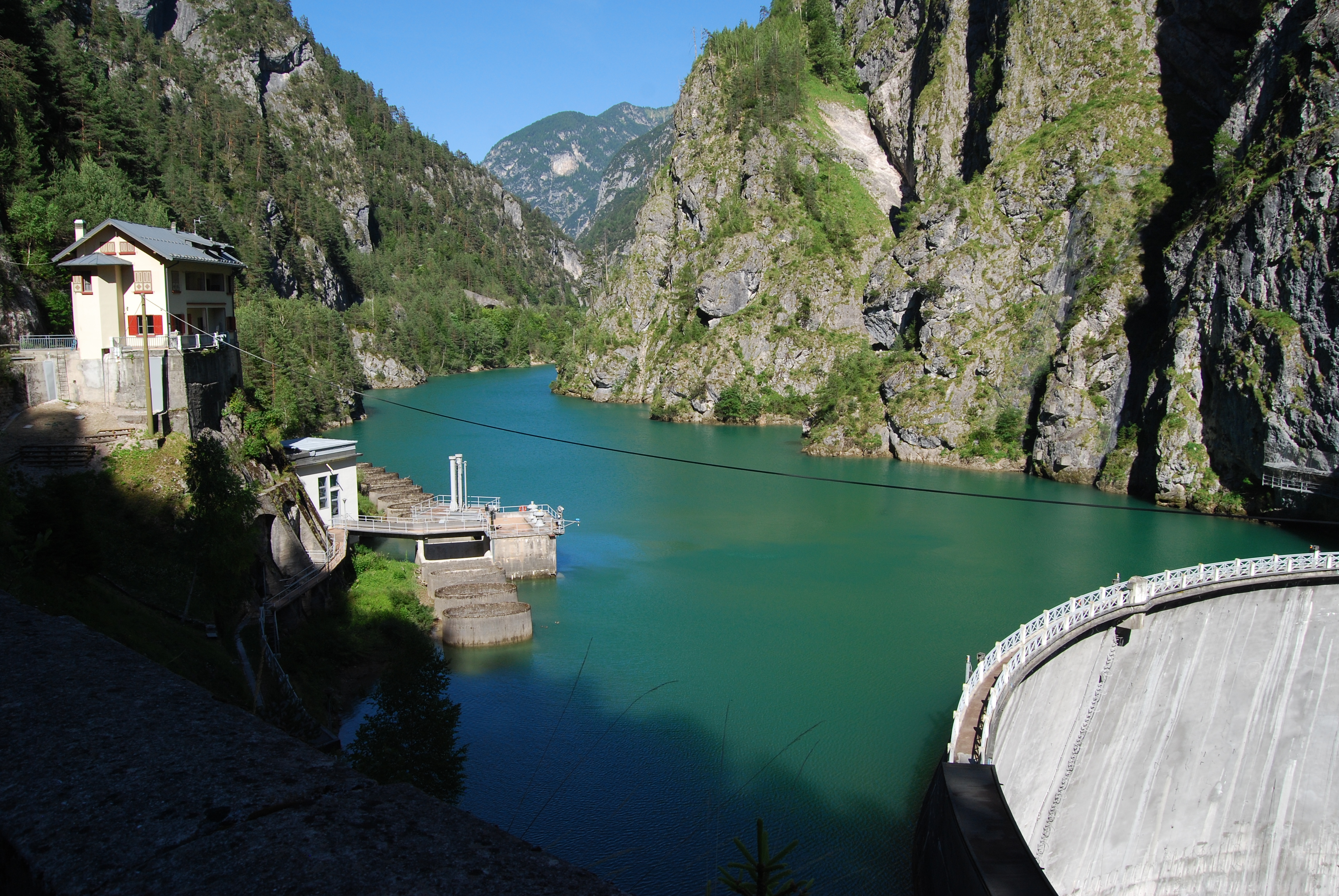
Panoramica del lago del Comelico. Sono visibili: l'abitazione del guardiano, la cabina per i macchinari di manovra dello scarico di mezzofondo, con i pistoni delle paratoie e gli imbocchi dello sfioratore.

Data la struttura della diga molto sottile, per non indebolire le spalle con l'esecuzione su di esso di opere di scarico, era stata dotata di sfioratori in relazione ai 400 km² di superficie di bacino imbrifero, devono smaltire una portata di circa 800 m³/s. Sono formati da una serie di pozzi a bicchiere, disposti in 2 gruppi.
Il gruppo di monte era formato 8 bicchieri ellittici aventi la bocca da 6 × 3 m con interasse di 6 m, con la soglia a quota 830 e capaci di smaltire con 1,5 m di battente, la portata di 390 m³/s. Essi immettono in una galleria a cui fa capo pure lo scarico di fondo. Il gruppo di valle (più vicino al corpo diga) comprendeva altri 4. Tre stramazzi a bicchiere, con imbocco a quota 830,15 m s.l.m. identici ai precedenti. Tutti gli sfioratori sono in comunicazione con degli aerofori per evitare depressioni dannose alla stabilità delle strutture.
Lo scarico di mezzofondo da 3,50 × 6,00 m, con soglia a quota 820, atta a smaltire 150 m³/s, sbocca in una galleria a sé. Lo scarico di fondo è costituito da paratoie identiche a quelle che si hanno per la diga di Santa Caterina. Per convogliare a valle le taglie di legnane trasportati dal fiume alle varie segherie, era stata eseguita una luce secondaria seguita da una canaletta di fluitazione.
Tutti i comandi delle paratoie, compresi quelli delle valvole a fuso alla presa, ed indicatori di corsa degli scarichi di fondo e di alleggerimento, sono accentrati nella cabina di manovra disposta verso la sponda destra. In essa sono riportate pure le letture dei termometri: 14 sono disposti nel corpo diga, tra cui due nell'aria due nell'acqua.
Inoltre, per la misura delle deformazioni elastiche si è stabilito un allineamento a monte della diga con mira mobile installata sul vertice dell'arco di cresta, all'estradosso, sulla sezione di mezz'aria, e si sono stabiliti sul paramento a valle di punti di riferimento.

### I nuovi lavori di rinnovamento del 1976
Nel 1976, a seguito del rinnovamento della centrale idroelettrica di Pelos anche la presa e lo scarico di fondo, furono modificati. La nuova opera di presa ha la soglia a quota 801,72 m s.l.m, ed è intercettabile a mezzo di una paratoia a strisciamento delle dimensioni di 2,30 × 2,45 m. installata nella camera dell'attuale paratoia, mentre la paratoia e le valvole a fuso originarie sono state smantellate.
Venne realizzato in sponda destra, un nuovo scarico di fondo, con soglia a quota 802,00 m s.l.m, ed è munito di due paratoie in serie, entrambe delle dimensioni di 3 × 4,10 m. Può intervenire a sussidio dell'esistente scarico di fondo, in caso di piene eccezionali. Le portate scaricate vengono fatte defluire attraverso la galleria del vecchio scarico di mezzofondo, opportunamente allargata e rivestita.